# Navegantes
Navegantes es un municipio brasileño del estado de Santa Catarina. Tiene una población estimada al 2022 de 86 401 habitantes. Municipio costero, forma parte de la Región Metropolitana de Foz do Rio Itajaí.

## Historia
La ciudad fue colonizada por Azores por el 1600. Se emancipó como municipio en 1962. separándose de Itajaí.

## Economía
La actividad principal es la industria pesquera y la construcción naval. Se construyó un puerto privado en 2007, enfocado en la carga de contenedores refrigerados, debido a que el estado de Santa Catarina tiene la mayor industria cárnica en Brasil. Hacia 2012, había seis grúas y planes para la expansión del muelle.
En el municipio está ubicado el Aeropuerto Internacional de Navegantes.